# 寺田雅彦
寺田 雅彦（てらだ まさひこ、1944年11月7日 - ）は、日本の経営者。和歌山県出身。

## 経歴
1969年に慶應義塾大学経済学部を卒業し、同年に松下電器産業に入社。1999年7月に理事を就任し、2000年10月に参与を経て、2001年6月には日本ビクター社長に就任。2007年6月に特別顧問に就任。